# Sony Cyber-shot DSC-W210
Le Cyber-shot DSC-W210 est un appareil photographique numérique de type compact fabriqué par Sony.
De dimensions réduites : 9,5 × 5,7 × 2,2 cm, l'appareil offre une résolution maximum de 12,1 mégapixels, et possède un zoom optique de 4×. Sa mise en œuvre est rapide, environ 1,7 seconde.
Sa portée minimum de la mise au point est de 50 cm mais ramenée à 2 cm en mode macrophotographie.
Son automatisme gère six modes « Scène » pré-programmés afin de faciliter les prises de vues (paysage, portrait, portrait de nuit, crépuscule, plage, neige), ainsi qu'un programme de réduction numérique du bruit ISO.
L’ajustement de l'exposition est automatique et permet également un mode manuel avec un ajustement dans une fourchette de ±2.0 par paliers de 0,33 EV.
La balance des blancs se fait de manière automatique, mais également semi-manuelle avec des options préréglées (lumineux, nuageux, tubes fluorescents, lumière incandescente). Son sélecteur de scène gérant l'exposition automatique comprend 12 modes.
Son flash incorporé a une portée effective de : 0,2 à 3,9 m en grand-angle et de 0,5 à 1,9 m en télé-objectif et dispose de la fonction atténuation des yeux rouges ainsi qu'un dispositif d'éclairage AF.
Son mode rafale permet de prendre une cadence de 1,7 vue par seconde. Il est équipé d'un retardateur de prises de vue réglable de 2 à 10 secondes.
Il possède un objectif zoom Carl Zeiss Vario-Tessar x4 avec autofocus à 9 zones.

## Caractéristiques
- Capteur CCD 1/2,3 pouces - définition : 12,4 millions de pixels - effective : 12,1 millions de pixels
- Zoom optique : 4×, numérique : 8× 
  - Distance focale équivalence 35 mm : 30-120 mm
  - Ouverture maximale de l'objectif : F/2,8-F/5,8
- Vitesse d'obturation : Auto : 1 à 1/1600 seconde
- Sensibilité : ISO 100 à ISO 3200
- Définition maximum image : 4000×3000 au format JPEG
- Autres définitions image : 3648×2736, 3264×2448, 2592×1944, 2048×1536, 1920×1080, 1632×1224, 640×480
- Définition vidéo : 640×480 à 30 images par seconde, 640×480 à 16,6 images par seconde et 320×240 à 8,3 images par seconde au format MPEG-1
- Stockage : Memory Stick Duo et Memory Stick Pro Duo, mémoire interne : 15 Mo
- Connectique : USB 2.0, sortie AV/TV
- Compatible PictBridge
- Écran LCD de 2,7 pouces - matrice active TFT de 230 400 pixels
- Batterie propriétaire rechargeable lithium-ion type NP-BG1 et chargeur
- Poids : 117 g ; 146 g avec accessoires (batterie et carte mémoire)
- Finition : noir, argent, rose, vert